# Doroteusz I (prawosławny patriarcha Antiochii)
Doroteusz I – prawosławny patriarcha Antiochii w latach 1219–1245. Podobnie jak jego poprzednicy przebywał na wygnaniu.